# Swap
Swap – umowa pomiędzy dwoma podmiotami polegająca na wymianie przyszłych strumieni płatności, które kontrahenci postrzegają w momencie transakcji jako równoważne. W ramach transakcji swapowej określane są zasady oraz terminy rozliczenia wspomnianych płatności. 
Swap może w szczególności polegać na umowie między dwoma podmiotami, w której płatności naliczane według oprocentowania zmiennego zamieniane są na płatności naliczane według oprocentowania stałego (swap stopy procentowej).

## Podział swapów finansowych
Kontrakty swap tworzą bardzo liczną rodzinę, którą można klasyfikować, przyjmując różne kryteria. Poniżej przedstawiony jest podział ze względu na:
| - instrument bazowy - procentowe - walutowe - walutowo-procentowe - towarowe - oparte na papierach wartościowych - oparte na standingu kredytowym - oparte na rozmaitych indeksach | - wielkość i zmienność kwoty nominalnej - dopasowane - zaliczkowe - amortyzowane - o zmiennej kwocie kontraktu - charakter kwoty nominalnej - oparte na pasywach - oparte na aktywach | - rodzaj transakcji - proste, klasyczne (ang. plain vanilla) - pochodne (ang. swap derivatives) - walutę - jednowalutowe - dwuwalutowe | - moment zakończenia - zamykane w terminie - z prawem wcześniejszego zamknięcia - z prawem przedłużenia terminu zamknięcia - moment rozpoczęcia - rozpoczęte w dniu zawarciu umowy - odłożone (ang. forward starting) |

Swapy dzielimy również na:
- swapy pierwszej generacji
- swapy drugiej generacji

Do pierwszej generacji finansowych swapów należą trzy podstawowe rodzaje kontraktów:
- swap walutowy (ang. currency swap, FX swap)
- swap stopy procentowej (ang. interest rate swap, IRS)
- swap walutowo-procentowy, zwany również swapem walutowym rynku kapitałowego (ang. cross currency interest rate swap, CIRS).

Drugą generację swapów tworzą transakcje będące modyfikacją klasycznych swapów lub też modyfikacją innych instrumentów finansowych. Lista swapów nowszej generacji nie jest zamknięta. Wciąż powstają nowe rodzaje kontraktów, które wyodrębniane są według najróżniejszych kryteriów, takich jak na przykład konstrukcja transakcji, instrument bazowy, zastosowanie. Nie ma żadnych formalnych ograniczeń w konstruowaniu nowych typów swapów. Wiele kontraktów nie ma jeszcze polskiej nazwy.
Najważniejszymi swapami drugiej generacji są:
- swap amortyzowany (ang. amortising swap),
- swap zaliczkowy (ang. accreting swap, drawdown swap),
- swap o zmiennej kwocie kontraktu (ang. roller-coaster),
- swap opóźniony (ang. forward starting swap, deffer swap),
- swap prolongowany (ang. extandable swap),
- callable swap,
- puttable swap,
- capped swap,
- floored swap,
- callared swap,
- swap zero-kuponowy (ang. zero-coupon swap),
- opcja swapowa, swapacja (ang. swaption),
- swap aktywów (ang. asset swap),
- swap towarowy (ang. commodity swap),
- swap na zwłokę w spłacie kredytu (ang. credit default swap),
- swap całkowitego dochodu (ang. total return swap),
- swapy katastroficzne (ang. catastrophe swaps, CAT swaps).